# Liste der stillgelegten Eisenbahnstrecken in Brandenburg und Berlin
Die Liste der stillgelegten Eisenbahnstrecken in Brandenburg und Berlin umfasst Eisenbahnstrecken oder Teilabschnitte von Strecken auf dem Gebiet der Bundesländer Brandenburg und Berlin, auf denen der Personenverkehr eingestellt wurde. Aufgeführt werden auch Strecken und Streckenabschnitte, auf denen der Personenverkehr nach längerer Zeit reaktiviert wurde.

## Legende
Die Tabelle ist wie folgt unterteilt:
- Einstellung PV – Datum der Einstellung im Personenverkehr.
- Abschnitt – der betroffene Abschnitt.
- Strecke – die betroffene Strecke.
- mm – Spurweite in Millimeter
- Anmerkungen – Anmerkungen zur weiteren Nutzung, eventuellen Abbau oder Reaktivierung.

## Eingestellte Strecken
| Einstellung Personen- verkehr | Abschnitt                                                                          | Strecke                                         | Spur- weite (mm) | Anmerkungen |
| ----------------------------- | ---------------------------------------------------------------------------------- | ----------------------------------------------- | ---------------- | --- |
| 1882                          | Alter Ostbahnhof Berlin                                                            | Preußische Ostbahn                              | 1435             | abgebaut |
| 15. Okt. 1882                 | Berlin Dresdener Bahnhof                                                           | Dresdener Bahn                                  | 1435             | anschließend abgebaut, Areal von 1907 bis 1997 als Postbahnhof genutzt. |
| 1884                          | Berlin Hamburger Bahnhof                                                           | Berlin-Hamburger Bahn                           | 1435             | abgebaut, Gebiet nördlich des früheren Personenbahnhofs weiter für den Güterverkehr genutzt. |
| 1. Okt. 1890                  | Lehrter Bahn in Spandau zwischen Wiesendamm und Klosterstraße über Teltower Straße | Lehrter Bahn                                    | 1435             | Verlegung des Personenverkehrs von der Lehrter Bahn zur Hamburger Bahn und dadurch Schließung des Lehrter Bahnhofs in Spandau.                                                                                           |
| 1898                          | Alter Nordbahnhof                                                                  | Berliner Nordbahn                               | 1435             | Personenverkehr nur von 1892 bis 1898, Güterverkehr bis in die 1980er Jahre |
| 1919                          | Berlin Militärbahnhof – Zossen                                                     | Militärbahn                                     | 1435             | nach dem Ersten Weltkrieg auf alliierten Beschluss abgebaut |
| 1. Jan. 1924                  | Senzke–Paulinenaue                                                                 | Kreisbahn Rathenow-Senzke-Nauen                 | 0750             | abgebaut |
| 1925                          | Hennickendorf–Hennickendorf-Stienitzsee                                            | Strausberg-Herzfelder Kleinbahn                 | 1435             | abgebaut |
| 1929                          | Berlin-Grunewald – Berlin-Westend                                                  | Verbindungskurve zur Berliner Ringbahn          | 1435             | nur noch Güterverkehr |
| 1929                          | Berlin-Grunewald – Berlin-Halensee                                                 | Verbindungskurve zur Berliner Ringbahn          | 1435             | nur noch Güterverkehr |
| 1930                          | Ziesar West–Ziesar Ost                                                             | Kleinbahnen des Kreises Jerichow I              | 0750             | abgebaut |
| 15. Jan. 1932                 | Dahme–Görsdorf                                                                     | Jüterbog-Luckenwalder Kreiskleinbahnen          | 0750             | abgebaut |
| 15. Jan. 1932                 | Jüterbog Klbf–Dahme                                                                | Jüterbog-Luckenwalder Kreiskleinbahnen          | 0750             | 1945 reaktiviert |
| 15. Jan. 1932                 | Luckenwalde Klbf–Hohenseefeld                                                      | Jüterbog-Luckenwalder Kreiskleinbahnen          | 0750             | 1945 reaktiviert |
| 15. Okt. 1932                 | Spremberg Hbf–Spremberg Stadt                                                      | Spremberger Stadtbahn                           | 1435             | abgebaut |
| 8. Okt. 1939                  | Großgörschenstraße – Berlin Wannseebahnhof (S-Bahn)                                | Wannseebahn                                     | 1435             | Einführung der S-Bahn in den Nord-Süd-Tunnel |
| 6. Nov. 1939                  | Yorckstraße – Berlin Potsdamer Ringbahnhof                                         | Anhalter Vorortbahn (S-Bahn)                    | 1435             | Einführung der S-Bahn in den Nord-Süd-Tunnel |
| 1944                          | Berlin-Charlottenburg – Berlin Witzleben                                           | Verbindungskurve zur Berliner Ringbahn          | 1435             | anschließend abgebaut |
| 3. Juli 1944                  | Berlin Potsdamer Ringbf–Berlin-Schöneberg/Berlin Papestraße                        | Südringspitzkehre                               | 1435             | abgebaut teilweise als Parkanlage |
| 1945                          | Lebus – Kliestow – Frankfurt (Oder)                                                | Küstrin-Kietz – Frankfurt                       | 1435             | Abbau der Strecke als Reparationsleistung. Die Züge fuhren anschließend über Booßen. |
| 1945                          | Berlin Potsdamer Bf–Berlin-Zehlendorf (Ferngleise)                                 | Stammbahn                                       | 1435             | teilweise abgebaut |
| 1945                          | Brandenburg Silokanalbrücke–Brandenburg Altstadt                                   | Westhavelländische Kreisbahnen                  | 1435             | Brücke im Krieg zerstört, später wieder aufgebaut und für den Güterverkehr in Betrieb |
| 1945                          | Templin Stadt–Prenzlau                                                             | Löwenberg–Prenzlau                              | 1435             | 1953 reaktiviert |
| 1945                          | Finow–Messingwerk                                                                  | Eberswalde-Finowfurter Eisenbahn                | 1435             | abgebaut |
| 1945                          | Friedrichsaue–Genschmar                                                            | Oderbruchbahn                                   | 1435             | abgebaut |
| 1945                          | Glöwen–Havelberg                                                                   | Glöwen–Havelberg                                | 1435             | als Reparationsleistung in die UdSSR abgebaut 1948 reaktiviert als 750 mm Schmalspurbahn |
| 1945                          | Gransee–Groß Woltersdorf                                                           | Stechlinseebahn                                 | 1435             | 1952 reaktiviert |
| 1945                          | Groß Woltersdorf–Neuglobsow                                                        | Stechlinseebahn                                 | 1435             | abgebaut Radwanderweg Menz–Neuglobsow |
| 1945                          | Rheinsberg–Flecken Zechlin                                                         | Löwenberg-Lindow-Rheinsberger Eisenbahn         | 1435             | abgebaut Radwanderweg |
| 1945                          | Schulzendorf–Lindow                                                                | Stechlinseebahn                                 | 1435             | abgebaut |
| 1945                          | Guben–Sommerfeld                                                                   | Niederschlesisch-Märkische Bahn                 | 1435             | verläuft teilweise in Polen; bis 1990 für militärische Zwecke vorgehalten, 1994 kurzzeitig Güterverkehr, danach stillgelegt                                                                                              |
| Jan. 1945                     | Hohenwutzen–Zehden                                                                 | Kleinbahn Freienwalde–Zehden                    | 1435             | abgebaut |
| Jan. 1945                     | Petersdorf–Bad Saarow West–Silberberg Waldschänke                                  | Scharmützelseebahn                              | 1435             | als Reparationsleistung abgebaut |
| 30. Jan. 1945                 | Neu Rüdnitz–Zäckerick-Alt Rüdnitz                                                  | Wriezen–Godków                                  | 1435             | verläuft teilweise in Polen bis 1990 als Militärstrecke vorgehalten, danach abgebaut |
| Apr. 1945                     | Düppel–Griebnitzsee                                                                | Stammbahn                                       | 1435             | 1945 abgebaut |
| 20. Apr. 1945                 | Wittenberge–Dömitz                                                                 | Wittenberge–Lüneburg                            | 1435             | abgebaut als Reparationsleistung in die UdSSR Radwanderweg Wittenberge–Polz |
| 21. Apr. 1945                 | Luckau–Crinitz                                                                     | Finsterwalde–Luckau                             | 1435             | als Reparationsleistung abgebaut |
| 24. Apr. 1945                 | Casekow–Penkun–Pommorensdorf                                                       | Kleinbahn Casekow–Penkun–Oder                   | 0750             | als Reparationsleistung abgebaut Trasse verläuft heute teilweise in Polen |
| 25. Apr. 1945                 | Eberswalde Wasserfall–Eberswalde Westend Klbf                                      | Eberswalde-Finowfurter Eisenbahn                | 1435             | abgebaut |
| Juni 1945                     | Fährkrug–Fürstenwerder                                                             | Templin–Fürstenwerder                           | 1435             | als Reparationsleistung abgebaut Radwanderweg |
| Aug. 1945                     | Rathenow Krbf–Kriele                                                               | Kreisbahn Rathenow-Senzke-Nauen                 | 0750             | abgebaut |
| 1947                          | Herzfelde–Möllensee Hafen                                                          | Strausberg-Herzfelder Kleinbahn                 | 1435             | abgebaut |
| 1947                          | Tantow–Gartz (Oder)                                                                | Tantow–Gartz                                    | 1435             | daraufhin abgebaut Wanderweg |
| 30. Sep. 1947                 | Proschim-Haidemühl–Spremberg West                                                  | Proschim-Haidemühl–Spremberg                    | 1435             | abgebaut |
| 1948                          | Viesecke–Kreuzweg                                                                  | Kleinbahnen der Kreise West- und Ostprignitz    | 0750             | zur Materialgewinnung für die Strecke Glöwen–Havelberg abgebaut |
| 25. Okt. 1948                 | Berlin-Rudow–Schönefeld                                                            | Neukölln-Mittenwalder Eisenbahn                 | 1435             | abgebaut |
| 1949                          | Finowfurt–Finowfurt Ort                                                            | Eberswalde-Finowfurter Eisenbahn                | 1435             | abgebaut |
| März 1949                     | Berlin-Grünau–Berlin-Kaulsdorf                                                     | Güteraußenring                                  | 1435             | abgebaut teilweise identisch mit dem Berliner Außenring |
| 12. Dez. 1949                 | Berlin Wriezener Bahnhof–Berlin-Lichtenberg                                        | Wriezener Bahn                                  | 1435             | teilweise abgebaut Überführungen zum Depot Warschauer Straße |
| 1950                          | Spandau Johannesstift–Spandau West Klbf                                            | Bötzowbahn                                      | 1435             | weiterhin Güterverkehr |
| 1950                          | Sallgast–Kostebrau                                                                 | Schipkau-Finsterwalder Eisenbahn                | 1435             | abgebaut genaues Jahr unbekannt |
| Aug. 1950                     | Nieder Neuendorf–Spandau Johannesstift                                             | Bötzowbahn                                      | 1435             | abgebaut |
| 21. März 1951                 | Großziethen–Berlin-Lichtenrade                                                     | Güteraußenring                                  | 1435             | abgebaut |
| 21. März 1951                 | Schönefeld–Mittenwalde Nord                                                        | Neukölln-Mittenwalder Eisenbahn                 | 1435             | abgebaut |
| 29. Apr. 1951                 | Berlin Görlitzer Bf–Berlin-Baumschulenweg                                          | Görlitzer Bahn                                  | 1435             | abgebaut teilweise als Parkanlage/Radwanderweg |
| 28. Aug. 1951                 | Berlin Lehrter Bf–Berlin Jungfernheide                                             | Lehrter Bahn                                    | 1435             | im Bereich des Lehrter Bf. abgebaut, 2006 Personenverkehr vom neuen Hauptbahnhof aus reaktiviert |
| 3. Okt. 1951                  | Rogäsen–Karow                                                                      | Rogäsen–Karow                                   | 1435             | Zur Materialgewinnung abgebaut |
| 1952                          | Lieberose Stadt–Lieberose (Jamlitz)                                                | Spreewaldbahn                                   | 1000             | abgebaut |
| 1952                          | Mittenwalde Nord–Mittenwalde Ost                                                   | Neukölln-Mittenwalder Eisenbahn                 | 1435             | |
| 18. Mai 1952                  | Berlin Anhalter Bahnhof–Berlin-Mariendorf (Fernbahn)                               | Dresdener Bahn                                  | 1435             | abgebaut |
| 18. Mai 1952                  | Berlin Anhalter Bahnhof–Teltow (Fernbahn)                                          | Anhalter Bahn                                   | 1435             | teilweise abgebaut 2006 reaktiviert |
| 18. Mai 1952                  | Berlin Nordbahnhof–Oranienburg (Fernbahn)                                          | Berliner Nordbahn                               | 1435             | |
| 18. Mai 1952                  | Berlin Gesundbrunnen – Berlin-Wilhelmsruh                                          | Heidekrautbahn                                  | 1435             | |
| 20. Sep. 1953                 | Nieder Neuendorf–Bötzow                                                            | Bötzowbahn                                      | 1435             | abgebaut |
| 1. Mai 1955                   | Berlin Hermannstraße–Berlin-Rudow                                                  | Neukölln-Mittenwalder Eisenbahn                 | 1435             | Güterverkehr |
| 31. Mai 1958                  | Berlin-Grünau–Großziethen                                                          | Güteraußenring                                  | 1435             | abgebaut |
| 4. Okt. 1959                  | Roskow–Brandenburg Krakauer Tor                                                    | Westhavelländische Kreisbahnen                  | 1435             | abgebaut |
| 29. Mai 1960                  | Neupetershain–Welzow–Bluno                                                         | Neupetershain–Hoyerswerda                       | 1435             | abgebaut, z. T. Radwanderweg Bis ca. 1961 Personenzüge Neupetershain–Bluno–Hoyerswerda über den Kohlering |
| 1960                          | Kostebrau–Lauchhammer Nord                                                         | Schipkau-Finsterwalder Eisenbahn                | 1435             | abgebaut genaues Jahr unbekannt Radwanderweg |
| 24. Jan. 1961                 | Kriele–Nauen Krbf                                                                  | Kreisbahn Rathenow-Senzke-Nauen                 | 0750             | abgebaut Radwanderweg Ribbeck–Nauen |
| 27. Mai 1961                  | Pasewalk–Klockow                                                                   | Kleinbahn Klockow–Pasewalk                      | 0750             | abgebaut |
| 28. Mai 1961                  | Eberswalde West–Finowfurt                                                          | Eberswalde-Finowfurter Eisenbahn                | 1435             | abgebaut |
| 13. Aug. 1961                 | Berlin-Wannsee–Stahnsdorf                                                          | Friedhofsbahn                                   | 1435             | infolge des Mauerbaus eingestellt |
| 13. Aug. 1961                 | Berlin Gesundbrunnen–Schönhauser Allee (S-Bahn)                                    | Ringbahn                                        | 1435             | infolge des Mauerbaus eingestellt 2001 reaktiviert |
| 13. Aug. 1961                 | Berlin Bornholmer Straße–Berlin-Pankow (S-Bahn)                                    | Stettiner Bahn                                  | 1435             | infolge des Mauerbaus eingestellt 2001 reaktiviert |
| 13. Aug. 1961                 | Berlin-Frohnau–Hohen Neuendorf (S-Bahn)                                            | Berliner Nordbahn                               | 1435             | infolge des Mauerbaus eingestellt 1992 reaktiviert |
| 13. Aug. 1961                 | Berlin-Heiligensee–Hennigsdorf (S-Bahn)                                            | Kremmener Bahn                                  | 1435             | infolge des Mauerbaus eingestellt 1998 reaktiviert |
| 13. Aug. 1961                 | Berlin-Spandau West–Albrechtshof (S-Bahn)                                          | Hamburger Bahn                                  | 1435             | infolge des Mauerbaus eingestellt |
| 13. Aug. 1961                 | Berlin-Wannsee–Griebnitzsee (S-Bahn)                                               | Wannseebahn/Stammbahn                           | 1435             | infolge des Mauerbaus eingestellt 1992 reaktiviert |
| 13. Aug. 1961                 | Berlin-Lichterfelde Süd–Teltow (S-Bahn)                                            | Anhalter Bahn                                   | 1435             | infolge des Mauerbaus eingestellt |
| 13. Aug. 1961                 | Berlin-Lichtenrade–Mahlow (S-Bahn)                                                 | Dresdener Bahn                                  | 1435             | infolge des Mauerbaus eingestellt 1992 reaktiviert |
| 13. Aug. 1961                 | Berlin Köllnische Heide–Berlin-Baumschulenweg                                      | Verbindungsbahn Baumschulenweg–Neukölln         | 1435             | infolge des Mauerbaus eingestellt 1993 reaktiviert |
| 13. Aug. 1961                 | Berlin Sonnenallee–Berlin Treptower Park                                           | Ringbahn                                        | 1435             | infolge des Mauerbaus eingestellt 1997 reaktiviert |
| 13. Aug. 1961                 | Berlin-Wilhelmsruh–Berlin-Rosenthal                                                | Heidekrautbahn                                  | 1435             | infolge des Mauerbaus eingestellt |
| 29. Okt. 1961                 | Babelsberg – Griebnitzsee (S-Bahn)                                                 | Stammbahn                                       | 1435             | Von 1961 bis 1989 war der Bahnhof Griebnitzsee für den Nahverkehr gesperrt und bis 1990 Grenzbahnhof. |
| 30. Sep. 1961                 | Neuburxdorf–Mühlberg                                                               | Bahnstrecke Neuburxdorf–Mühlberg                | 1435             | noch Güterverkehr, Sommer 2007 gelegentlicher Personenverkehr |
| 5. Dez. 1961                  | Bahnhof Berlin-Charlottenburg – Albrechtshof (Fernverkehr)                         | Hamburger Bahn und Hamburger Stadtbahnanschluss | 1435             | nach Grenzdurchbruch eingestellt 1976 wurde der Abschnitt Charlottenburg–Spandau für die Hamburger Transitzüge wiedereröffnet (weiter über die Lehrter Bahn und Wustermark). Spandau–Albrechtshof wurde 1995 reaktiviert |
| 9. Nov. 1961                  | Berlin-Rosenthal–Berlin-Blankenfelde                                               | Heidekrautbahn                                  | 1435             | Museumsbetrieb, gelegentlicher Güterverkehr |
| 29. Mai 1962                  | Strausberg – Herzfelde                                                             | Strausberg-Herzfelder Kleinbahn                 | 1435             | |
| 29. Sep. 1962                 | Ruhland–Lauchhammer Nord                                                           | Oberlausitzer Eisenbahn                         | 1435             | |
| 1. Okt. 1962                  | Treuenbrietzen–Belzig                                                              | Brandenburgische Städtebahn                     | 1435             | sporadischer Verkehr Niemegk–Belzig, Niemegk–Treuenbrietzen nach 1990 abgebaut. |
| 25. Mai 1963                  | Dahme–Hohenseefeld–Jüterbog/Jänickendorf–Luckenwalde                               | Luckenwalde-Jüterboger Eisenbahn                | 0750             | abgebaut Radwanderweg (Flaeming-Skate) |
| 8. Dez. 1963                  | Nauen–Velten                                                                       | Osthavelländische Kreisbahnen                   | 1435             | abgebaut |
| 1964                          | Müncheberg Stadt–Hasenfelde                                                        | Oderbruchbahn                                   | 1435             | abgebaut |
| 18. Okt. 1964                 | Byhlen–Lieberose Stadt                                                             | Spreewaldbahn                                   | 1000             | abgebaut |
| 27. Mai 1965                  | Bad Freienwalde–Hohenwutzen                                                        | Kleinbahn Freienwalde–Zehden                    | 1435             | abgebaut |
| 27. Mai 1965                  | Fredersdorf–Rüdersdorf                                                             | Fredersdorf–Rüdersdorf                          | 1435             | Güterverkehr |
| 27. Mai 1965                  | Hoppegarten–Altlandsberg                                                           | Altlandsberger Kleinbahn                        | 1435             | abgebaut |
| 25. Sep. 1965                 | Burg (b Magdeburg)–Ziesar West                                                     | Kleinbahnen des Kreises Jerichow I              | 0750             | abgebaut |
| 19. Dez. 1965                 | Groß Kreutz–Lehnin                                                                 | Lehniner Kleinbahn                              | 1435             | abgebaut |
| 22. Mai 1966                  | Nauen–Ketzin                                                                       | Osthavelländische Kreisbahnen                   | 1435             | Nordteil abgebaut, Südteil noch teilweise Güterverkehr |
| 22. Mai 1966                  | Senftenberg–Klettwitz                                                              | Görlitzer Bahn                                  | 1435             | abgebaut Streckenverlegung wegen Braunkohletagebau Radwanderweg Schipkau–Klettwitz |
| 25. Sep. 1966                 | Dolgelin–Golzow–Wriezen                                                            | Oderbruchbahn                                   | 1435             | abgebaut teilweise Radwanderweg |
| 25. Sep. 1966                 | Röthehof–Roskow–Brandenburg Silokanalbrücke                                        | Westhavelländische Kreisbahnen                  | 1435             | bis Brielow Ausbau abgebaut; Güterverkehr noch ab Brielow Ausbau |
| 28. Mai 1967                  | Oranienburg–Nauen                                                                  | Oranienburg–Nauen                               | 1435             | teilweise abgebaut teilweise Draisinenstrecke |
| 28. Mai 1967                  | Finsterwalde–Klettwitz                                                             | Schipkau-Finsterwalder Eisenbahn                | 1435             | abgebaut Radwanderweg Klettwitz–Annahütte |
| 28. Mai 1967                  | Wittstock–Meyenburg                                                                | Kremmen–Meyenburg                               | 1435             | abgebaut |
| 24. Sep. 1967                 | Genthin–Milow                                                                      | Bahnstrecke Genthin–Milow                       | 1435             | abgebaut |
| 24. Sep. 1967                 | Lübben–Straupitz                                                                   | Spreewaldbahn                                   | 1000             | abgebaut Radwanderweg |
| 31. Dez. 1967                 | Lindenberg–Kreuzweg–Glöwen                                                         | Kleinbahnen der Kreise West- und Ostprignitz    | 0750             | abgebaut Radwanderweg |
| 3. Jan. 1968                  | Uckro–Dahme                                                                        | Dahme-Uckroer Eisenbahn                         | 1435             | bis Anfang der 1990er für den Güterverkehr in Betrieb, mittlerweile abgebaut |
| 25. Mai 1968                  | Crinitz–Finsterwalde                                                               | Finsterwalde–Luckau                             | 1435             | Niederlausitzer Museumseisenbahn |
| 25. Mai 1968                  | Berge–Putlitz                                                                      | Berge–Putlitz                                   | 1435             | abgebaut |
| 28. Sep. 1968                 | Fürstenwalde–Lietzen                                                               | Oderbruchbahn                                   | 1435             | abgebaut Radwanderweg |
| 28. Aug. 1968                 | Diedersdorf–Seelow Stadt–Dolgelin                                                  | Oderbruchbahn                                   | 1435             | abgebaut |
| 1969                          | Lietzen–Diedersdorf                                                                | Oderbruchbahn                                   | 1435             | abgebaut Radwanderweg |
| 31. Mai 1969                  | Oranienburg–Velten                                                                 | Oranienburg–Velten                              | 1435             | abgebaut |
| 31. Mai 1969                  | Perleberg Krbf–Kyritz                                                              | Kleinbahnen der Kreise West- und Ostprignitz    | 0750             | abgebaut |
| 31. Mai 1969                  | Lindenberg–Pritzwalk Klbf                                                          | Kleinbahnen der Kreise West- und Ostprignitz    | 0750             | abgebaut Museumsbetrieb Lindenberg–Mesendorf |
| 31. Mai 1969                  | Rehfeld–Breddin                                                                    | Kleinbahnen der Kreise West- und Ostprignitz    | 0750             | abgebaut |
| 31. Mai 1969                  | Gransee–Schulzendorf–Groß Woltersdorf                                              | Stechlinseebahn                                 | 1435             | abgebaut |
| 3. Jan. 1970                  | Goyatz–Straupitz–Cottbus Spreewaldbf                                               | Spreewaldbahn                                   | 1000             | abgebaut Radwanderweg Straupitz–Cottbus |
| 20. Mai 1970                  | Paulinenaue–Neuruppin                                                              | Paulinenaue-Neuruppiner Eisenbahn               | 1435             | abgebaut, teilweise Radwanderweg |
| 23. Mai 1971                  | Wusterwitz–Rogäsen–Ziesar                                                          | Wusterwitz–Görzke                               | 1435             | seit 2003 Museumsbetrieb Rogäsen–Ziesar |
| 26. Sep. 1971                 | Glöwen–Havelberg                                                                   | Glöwen–Havelberg                                | 0750             | abgebaut Radwanderweg |
| 3. Juli 1972                  | Prenzlau–Klockow                                                                   | Prenzlauer Kreisbahnen                          | 1435             | abgebaut |
| 29. Sep. 1973                 | Ziesar–Görzke                                                                      | Wusterwitz–Görzke                               | 1435             | Güterverkehr bis Anfang der 1990er, abgebaut, Radwanderweg |
| 27. Sep. 1970                 | Mittenwalde Ost–Töpchin                                                            | Motzenersee-Bahn                                | 1435             | seit 2001 Draisinenstrecke |
| 29. Sep. 1974                 | Königs Wusterhausen–Mittenwalde Ost                                                | Motzenersee-Bahn                                | 1435             | seit 2006 Draisinenstrecke |
| 29. Sep. 1974                 | Mittenwalde Ost–Zossen                                                             | Neukölln-Mittenwalder Eisenbahn                 | 1435             | Güterverkehr Schöneicher Plan–Zossen bis Mitte der 2000er Jahre. |
| 28. Sep. 1975                 | Perleberg Süd–Berge–Perleberg Süd                                                  | Kleinbahnen der Kreise West- und Ostprignitz    | 1435             | abgebaut, Perleberg – Dallmin bis Anfang der 1990er Güterverkehr |
| 30. Sep. 1978                 | Dedelow–Fürstenwerder                                                              | Prenzlauer Kreisbahnen                          | 1435             | abgebaut |
| 26. Mai 1979                  | Gramzow–Schönermark Krbf                                                           | Kreisbahn Schönermark–Damme                     | 1435             | abgebaut |
| 1. Juni 1980                  | Porep–Suckow                                                                       | Pritzwalk–Suckow                                | 1435             | daraufhin wegen Autobahnbau abgebaut |
| 18. Sep. 1980                 | Berlin Jungfernheide–Gartenfeld                                                    | Siemensbahn                                     | 1435             | infolge des Berliner S-Bahnstreiks eingestellt |
| 18. Sep. 1980                 | Berlin Jungfernheide–Berlin-Staaken                                                | Lehrter Bahn                                    | 1435             | infolge des Berliner S-Bahnstreiks eingestellt |
| 18. Sep. 1980                 | Berlin-Zehlendorf–Düppel                                                           | Stammbahn                                       | 1435             | infolge des Berliner S-Bahnstreiks eingestellt |
| 18. Sep. 1980                 | Berlin Gesundbrunnen–Berlin Sonnenallee                                            | Ringbahn                                        | 1435             | infolge des Berliner S-Bahnstreiks eingestellt Von 1993 bis 2002 reaktiviert |
| 18. Sep. 1980                 | Berlin-Neukölln–Köllnische Heide                                                   | Verbindungsbahn Baumschulenweg–Neukölln         | 1435             | infolge des Berliner S-Bahnstreiks eingestellt 1993 reaktiviert |
| 18. Sep. 1980                 | Berlin Westkreuz–Berlin-Spandau                                                    | Spandauer Vorortbahn                            | 1435             | infolge des Berliner S-Bahn-Streiks eingestellt 1998 reaktiviert |
| 18. Sep. 1980                 | Berlin Anhalter Bahnhof–Berlin-Wannsee                                             | Wannseebahn                                     | 1435             | infolge des Berliner S-Bahnstreiks eingestellt 1985 reaktiviert |
| 28. Sep. 1980                 | Putlitz–Porep                                                                      | Pritzwalk–Suckow                                | 1435             | abgebaut |
| 30. Mai 1981                  | Forst–Guben                                                                        | Guben–Forst                                     | 1435             | Güterverkehr bis nach 1990, teilweise abgebaut Radwanderweg Grießen–Forst, zwischen Guben und Schacksdorf wieder Güterverkehr                                                                                            |
| 1. Feb. 1982                  | Wriezen–Neu Rüdnitz                                                                | Wriezener Bahn                                  | 1435             | Bis 1990 als militärische Reservestrecke vorgehalten, mittlerweile abgebaut Radwanderweg |
| 28. Mai 1983                  | Berlin-Blankenfelde–Basdorf                                                        | Heidekrautbahn                                  | 1435             | Museumsbetrieb, gelegentlicher Güterverkehr |
| 9. Jan. 1984                  | Berlin Anhalter Bahnhof – Berlin Gesundbrunnen                                     | Nord-Süd-Tunnel                                 | 1435             | Wiedereröffnung 1.5.1984 |
| 9. Jan. 1984                  | Berlin Gesundbrunnen – Berlin-Frohnau                                              | Berliner Nordbahn                               | 1435             | Wiedereröffnung 1.10.1984 |
| 9. Jan. 1984                  | Berlin-Schönholz – Berlin-Heiligensee                                              | Kremmener Bahn                                  | 1435             | Wiedereröffnung 1.12.1998 |
| 9. Jan. 1984                  | Berlin-Charlottenburg – Berlin-Wannsee (S-Bahn)                                    | Wetzlarer Bahn                                  | 1435             | Wiedereröffnung 1.5.1984 |
| 9. Jan. 1984                  | Berlin Priesterweg – Berlin-Lichterfelde Süd                                       | Anhalter Vorortbahn                             | 1435             | Wiedereröffnung zwischen 1995 und 1998 |
| 11. Sep. 1991                 | Damme–Brüssow–Löcknitz                                                             | Prenzlauer Kreisbahnen                          | 1435             | bis 1995 noch SEV mit Bus |
| 28. Mai 1994                  | Berlin Frankfurter Allee–Berlin Warschauer Straße                                  | Ringbahnkurve                                   | 1435             | Einzelfahrten bis 1997 Sonderfahrten bis 2006 2007 abgebaut |
| 28. Mai 1994                  | Wildpark–Potsdam Pirschheide                                                       | Jüterbog–Nauen                                  | 1435             | weiterhin Güterverkehr |
| 27. Mai 1995                  | Uckro–Luckau                                                                       | Niederlausitzer Eisenbahn                       | 1435             | ab 2000 Saisonverkehr durch DRE |
| 27. Mai 1995                  | Angermünde–Bad Freienwalde                                                         | Angermünde–Bad Freienwalde                      | 1435             | abgebaut |
| 27. Mai 1995                  | Herzberg Stadt–Uckro                                                               | Niederlausitzer Eisenbahn                       | 1435             | ab 2000 Saisonverkehr durch DRE |
| 27. Mai 1995                  | Lübben Süd–Beeskow                                                                 | Niederlausitzer Eisenbahn                       | 1435             | ab 2001 Saisonverkehr durch DRE bis Groß Leuthen-Gröditsch |
| 27. Mai 1995                  | Nauen–Wustermark                                                                   | Jüterbog–Nauen                                  | 1435             | abgebaut |
| 27. Mai 1995                  | Prenzlau–Damme–Gramzow                                                             | Prenzlauer Kreisbahnen                          | 1435             | zwischen Damme und Gramzow Museumsbetrieb, Reststück abgebaut. |
| 27. Mai 1995                  | Prenzlau–Dedelow–Strasburg                                                         | Prenzlauer Kreisbahnen                          | 1435             | abgebaut |
| 1. Juni 1996                  | Fürstenberg–Templin                                                                | Britz–Fürstenberg                               | 1435             | seit 1997 Draisinentrasse Radwanderweg |
| 1. Juni 1996                  | Grunow–Peitz                                                                       | Cottbus–Frankfurt                               | 1435             | abgebaut, südlich von Willmersdorf nach Streckenverlegung für den Verkehr zwischen Guben und Cottbus genutzt |
| 1. Juni 1996                  | Frankfurt (Oder)–Küstrin-Kietz                                                     | Küstrin-Kietz–Frankfurt                         | 1435             | |
| 1. Juni 1996                  | Lübben (Spreew) Hbf–Luckau                                                         | Niederlausitzer Eisenbahn                       | 1435             | ab 2000 Saisonverkehr durch DRE |
| 1. Juni 1996                  | Sperenberg–Kummersdorf–Jüterbog                                                    | Militärbahn                                     | 1435             | seit 2003 Draisinenstrecke |
| 27. Sep. 1996                 | Weißwasser–Forst                                                                   | Weißwasser–Forst                                | 1435             | |
| 31. Mai 1997                  | Pfaffendorf (Mark)–Beeskow                                                         | Scharmützelseebahn                              | 1435             | |
| 30. Nov. 1997                 | Wensickendorf–Liebenwalde                                                          | Heidekrautbahn                                  | 1435             | Wensickendorf–Zehlendorf 2007 bis 2008 reaktiviert |
| 18. Apr. 1998                 | Falkenberg (Elster)–Herzberg (Elster) Stadt                                        | Niederlausitzer Eisenbahn                       | 1435             | ab 2000 Saisonverkehr durch DRE |
| 18. Apr. 1998                 | Tiefensee–Wriezen                                                                  | Wriezener Bahn                                  | 1435             | Tiefensee–Sternebeck seit 2004 Draisinenstrecke |
| 18. Apr. 1998                 | Zossen–Sperenberg                                                                  | Militärbahn                                     | 1435             | seit 2003 Draisinenstrecke |
| 23. Mai 1998                  | Potsdam Pirschheide–Werder (Havel)                                                 | Außenring                                       | 1435             | Güterverkehr |
| 23. Mai 1998                  | Wittstock–Mirow                                                                    | Prignitzer Eisenbahn / MFWE                     | 1435             | Strecke abgebaut |
| 23. Mai 1998                  | Ferch-Lienewitz–Beelitz Stadt                                                      | Jüterbog–Nauen                                  | 1435             | Dezember 2022 reaktiviert |
| 27. Sep. 1998                 | Müncheberg–Buckow                                                                  | Buckower Kleinbahn                              | 1435             | seit 2002 Saisonverkehr |
| 28. Mai 1999                  | Saarmund–Potsdam Pirschheide–Golm                                                  | Außenring                                       | 1435             | Güterverkehr Dezember 2011 für Personenverkehr reaktiviert |
| 28. Mai 2000                  | Cottbus–Peitz                                                                      | Cottbus–Frankfurt                               | 1435             | abgebaut |
| 28. Mai 2000                  | Prenzlau–Templin                                                                   | Löwenberg–Prenzlau                              | 1435             | Radwanderweg geplant |
| 28. Mai 1999                  | Güsen – Ziesar                                                                     | Güsen–Ziesar                                    | 1435             | Strecke liegt zum größten Teil in Sachsen-Anhalt |
| 23. Sep. 2000                 | Meyenburg–Karow                                                                    | Güstrow–Meyenburg                               | 1435             | Güterverkehr, gelegentlich Saisonverkehr |
| 6. Okt. 2002                  | Guben–Czerwieńsk                                                                   | Guben–Zbąszynek                                 | 1435             | verläuft teilweise in Polen Güterverkehr |
| 1. Dez. 2003                  | Rathenow–Neustadt (Dosse)                                                          | Brandenburgische Städtebahn                     | 1435             | ab Rathenow Nord abgebaut |
| 13. Dez. 2003                 | Belzig–Brandenburg Hbf                                                             | Brandenburgische Städtebahn                     | 1435             | weitgehend abgebaut |
| 13. Dez. 2003                 | Berlin-Schöneweide–Berlin-Lichtenberg                                              | Ringbahn                                        | 1435             | wieder befahrbar |
| 11. Dez. 2004                 | Wiesenburg–Güterglück                                                              | Wetzlarer Bahn                                  | 1435             | stillgelegt |
| 11. Dez. 2004                 | Falkenberg (Elster)–Riesa                                                          | Jüterbog–Riesa                                  | 1435             | noch Umleiter- und Güterverkehr, teilweise Fernverkehr |
| 9. Dez. 2006                  | Neustadt (Dosse)–Neuruppin West                                                    | Bahnstrecke Neustadt–Herzberg                   | 1435             | gelegentlicher Güterverkehr |
| 9. Dez. 2006                  | Joachimsthal–Templin                                                               | Britz–Fürstenberg                               | 1435             | Dezember 2018 reaktiviert; Dezember 2022 Personenverkehr eingestellt |
| 9. Dez. 2006                  | Werneuchen–Tiefensee                                                               | Wriezener Bahn                                  | 1435             | gelegentlich Zubringerverkehr bis Lagerplatz Tiefensee (KGT), sonst InfraOst als EiU |
| 9. Dez. 2006                  | Finsterwalde–Großräschen                                                           | Finsterwalde–Großräschen                        | 1435             | Güterverkehr |
| 9. Dez. 2006                  | Neuruppin Rheinsberger Tor–Herzberg (Mark)                                         | Neustadt–Herzberg                               | 1435             | vom 11. Juni 2012 bis Oktober 2013 im Personenverkehr vorübergehend reaktiviert |
| 29. Juli 2016                 | Pritzwalk West–Laaske                                                              | Pritzwalk–Suckow                                | 1435             | Pritzwalk Schaltstrecke bis kurz vor Laaske stillgelegt |